# Bertrand Kaï
Bertrand Kaï (6 de junho de 1983) é um futebolista neocaledônio que atua como atacante. Atualmente, defende o Hienghène Sport.

## Carreira
Iniciou a carreira de jogador em 2007, no Hienghène Sport, aos 23 anos de idade. Permaneceu até 2013 no clube, conquistando o bicampeonato da Copa da Nova Caledônia no mesmo ano e também em 2015. Jogou também por AS Magenta (principal equipe do território de ultramar) e Gaïtcha, onde conquistaria novamente a Copa em 2014. Voltou ao Hienghène em 2015, onde permanece até hoje.

## Seleção Neocaledônia
Convocado desde 2008 para a Seleção Neocaledônia, Kaï fez sua estreia contra Vanuatu, em partida que terminou empatada sem gols. O primeiro gol do atacante foi na Coupe de l'Outre-Mer (competição disputada na França que reunia os territórios de ultramar e departamentos), em 2008, contra Mayotte. Este jogo terminou em 3 a 2 para a seleção da Oceania. 
Porém, foi na Copa das Nações da OFC que Kaï obteria destaque, ao sagrar-se vice-campeão em 2008 e 2012 - nesta última, foi o vice-artilheiro da seleção, com 4 gols, e foi um dos protagonistas da surpreendente vitória por 2 a 0 sobre a Nova Zelândia, considerada favorita ao título, ao marcar o primeiro gol da partida. Em julho de 2012, foi eleito o Futebolista do Ano da Oceania do ano anterior, sendo o segundo jogador neocaledônio a receber a honraria - o primeiro foi Christian Karembeu, que jogou pela Seleção Francesa - e também o primeiro atleta não-australiano ou neozelandês a conquistar o prêmio desde 2005, quando o taitiano Marama Vahirua foi agraciado. A premiação surpreendeu o próprio atacante.
Com 23 gols marcados, é o maior artilheiro da Seleção Neocaledônia - destes, 10 foram pelos Jogos do Pacífico em 2011: 5 contra Guam, 4 contra Samoa Americana e um sobre as Ilhas Salomão.

## Marcas
- Campeão da Copa da Nova Caledônia

2013 (pelo Magenta), 2014 (pelo Gaitcha) e 2015 (pelo Magenta)
- Artilheiro dos Jogos do Pacífico

2011 - 10 gols
- Futebolista do Ano da Oceania

2011

## Links
- Bertrand Kaï em National-Football-Teams.com